# Bolesław Tejkowski
Bolesław Roman Tejkowski (ur. jako Bernard Tejkowski 15 grudnia 1933 w Kruszwicy, zm. 4 czerwca 2022 w Warszawie) – polski socjolog, inżynier, nauczyciel akademicki, polityk nacjonalistyczny.

## Życiorys

### Rodzina i wczesne lata
Syn Romana i Zofii z domu Talarczyk. Miał dwóch braci: Jerzego i Stefana. Ojciec, kupiec i działacz społeczny, był powstańcem wielkopolskim. W 1940 rodzina Tejkowskich została wysiedlona do Generalnego Gubernatorstwa, skąd niebawem z Wilkołazu udała się do podkrakowskiej Mogiły, gdzie Roman Tejkowski współpracował z AK.

### Wykształcenie i praca zawodowa
W 1959 ukończył rozpoczęte w 1951 studia na Wydziale Budownictwa Lądowego Politechniki Krakowskiej z tytułem magistra inżyniera i podporucznika artylerii. Podjął następnie studia socjologiczne na Uniwersytecie Jagiellońskim, które kontynuował na Uniwersytecie Warszawskim (ukończył je w 1962). W latach 70. podjął nieukończone ostatecznie studia doktoranckie na Uniwersytecie im. Adama Mickiewicza.
Należał do Związku Harcerstwa Polskiego. W 1957 został zatrudniony jako wykładowca na Politechnice Krakowskiej, a następnie na Uniwersytecie Warszawskim (do 1965), gdzie był asystentem prof. Zygmunta Baumana. Zwolniony z pracy na UW w związku ze sprawą „Listu otwartego” Kuronia i Modzelewskiego (zob. niżej). Od 1967 do 1968 pracował w Instytucie Organizacji Przemysłu Maszynowego. Następnie był zatrudniony jako inżynier budowy. Od 1970 do 1973 jako oficer rezerwy wcielony do wojska pracował w Akademii Sztabu Generalnego w Warszawie Rembertowie. W latach 1974–1975 był zatrudniony w Towarzystwie Krzewienia Kultury Świeckiej w Zarządzie Głównym w Warszawie. Następnie do 1977 był zatrudniony w Kuratorium Oświaty i Wychowania, ale oddelegowany do TKKŚ. Następnie został objęty zakazem pracy, po czym zajął się działalnością polityczną.

### Działalność polityczna
W 1951 wstąpił do Związku Młodzieży Polskiej, a następnie do Polskiej Zjednoczonej Partii Robotniczej. Był przewodniczącym Zarządu Uczelnianego ZMP na Politechnice Krakowskiej. W 1955 został członkiem Komitetu Uczelnianego PZPR na Politechnice Krakowskiej i zarazem członkiem jego egzekutywy. Był też delegatem na II Zjazd ZMP w 1955.
Po przełomie października 1956 Tejkowski został członkiem Komitetu Wojewódzkiego PZPR w Krakowie i członkiem jego Egzekutywy, co – zważywszy na jego wówczas młody wiek – było sukcesem politycznym. Z egzekutywy usunięto go w lutym 1957 za wezwanie do głosowania na swoją kandydaturę w wyborach w I 1957 – kandydował wówczas z listy FJN (jedynej istniejącej), ale z miejsca niemandatowego. Tymczasem I sekretarz KC PZPR W. Gomułka wezwał do głosowania „bez skreśleń”, co dawało mandaty tylko osobom z miejsca mandatowego. Działanie Tejkowskiego było złamaniem dyscypliny partyjnej.
Z PZPR został wykluczony za udział w protestach przeciw likwidacji „Po Prostu” w 1957 Krakowie. W życiorysach podaje, że w 1955 założył konspiracyjny Polski Związek Wspólnoty Narodowej, jednak nie potwierdzają tego żadne inne relacje ani źródła. Do 1967 był związany ze środowiskiem „komandosów”, tj. nieortodoksyjnej lewicy (Jacek Kuroń, Karol Modzelewski). Był jednym ze współautorów „Listu otwartego do PZPR”, który ukazał się pod nazwiskami Kuronia i Modzelewskiego – brał czynny udział w przygotowaniu jego pierwszej wersji.
Jesienią 1967 zerwał ze środowiskiem „komandosów”, czego zewnętrznym przejawem było zeznawanie jako świadek oskarżenia w sterowanym przez SB procesie Antoniego Zambrowskiego w 1969. W źródłach pisanych, a także w relacjach ustnych, dostrzegalny był wpływ lektury prac Feliksa Konecznego. On sam przyznawał to w autoryzowanym wywiadzie, powołując się też na wpływ Jana Stachniuka, ale nie można go uznać za klasycznego zwolennika żadnego z tych historiozofów.
W początkach lat 70. nawiązywał kontakt z Lechickim Kręgiem Czcicieli Światowida (są różne warianty tej nazwy) – Władysław Kołodziej, Jerzy Gawrych – dążąc do podporządkowania sobie tego środowiska. Po konflikcie z nimi złożył w 1973 do Służby Bezpieczeństwa „Oświadczenie” kompromitujące politycznie i obyczajowo tę grupę. Szereg razy składał do SB donosy na ludzi, z którymi popadł w konflikt lub których traktował jako konkurentów politycznych, nigdy jednak nie był tajnym współpracownikiem SB. W latach 1970–1982 był rozpracowany przez SB w ramach Kwestionariusza Ewidencyjnego.
W 1972 bezskutecznie usiłował zarejestrować „Towarzystwo Słowiańskie”, składając do władz statut oraz memoriał „O pełne urzeczywistnienie komunizmu w Polsce”. W tym tekście sugerował, że skuteczna budowa komunizmu (likwidacja Kościoła, kolektywizacja rolnictwa, zjednoczenie ruchu młodzieżowego) wymaga przemian w kulturze – w tym sięgnięcia do przedchrześcijańskich tradycji kulturowych.
Jednocześnie w tym okresie tworzył własną grupę niewystępującą na zewnątrz i skupiającą się wyłącznie na pracy formacyjnej (Jarogniewa Cieślak, Barbara Krygier, Romuald Makowski, Kazimierz Pańczak, Jerzy Wojnar)..
10 X 1981 w Warszawie zorganizował zjazd, na którym powołano Polski Związek Wspólnoty Narodowej (PZWN); także w dokumentach zjazdu przedstawiono go jako założycielski, co przeczy tezom o wcześniejszym istnieniu takiej struktury. Tejkowski został wybrany na przewodniczącego PZWN, a do władz tej partii zgodził się zostać zaocznie wybrany późniejszy prezydent Krakowa Jacek Majchrowski.
Po ogłoszeniu stanu wojennego podpisał deklarację lojalności 14 grudnia 1981, ale nie zaprzestał działalności, stąd w okresie 26 VIII – 26 X był internowany w Białołęce. Po zwolnieniu swoją działalność ograniczył do pracy formacyjnej, głównie dyskusji w wąskim gronie zwolenników, do których (poza ww.) należeli m.in. Czesław Mazur i Andrzej Wylotek. Dopiero w 1987 następuje ożywienie PZWN, a w 1988 wydaje ona swoje pismo – „Narodowiec” (nie mylić z innym pismem o tym samym tytule).
W 1990 objął funkcję przewodniczącego nacjonalistycznego stronnictwa – Polska Wspólnota Narodowa, powstałego z PZWN. Podjął także działalność w Międzynarodowym Komitecie Słowiańskim i Soborze Wszechsłowiańskim. Przed wyborami prezydenckimi w 1995, 2000 i 2005 bezskutecznie usiłował zarejestrować swoją kandydaturę, ale nie zebrał wymaganych 100 tys. podpisów poparcia. W wyborach samorządowych w 2002 ubiegał się o stanowisko prezydenta Stargardu Szczecińskiego. Otrzymał 1,55% głosów i zajął ostatnie miejsce spośród sześciu kandydatów. Bez powodzenia kandydował także do Sejmu w 1991, 1993, 1997 i 2001.
W 2006 roku połączył swoją Polską Wspólnotę Narodową ze Stronnictwem Narodowym – OPN Bohdana Poręby i stanął na czele nowego ugrupowania Stronnictwo Narodowe – Polska Wspólnota Narodowa (SN – PWN). Jest jednym z założycieli Polskiego Komitetu Narodowego. Przez przeciwników oskarżany o antysemityzm, neonazizm i rasizm.

### Postępowania sądowe
W 1995 został skazany na karę 8 miesięcy pozbawienia wolności z warunkowym zawieszeniem jej wykonania na dwuletni okres próby za „lżenie naczelnych organów państwa”. W 2004 został skazany na karę 1,5 roku pozbawienia wolności z zawieszeniem jej wykonania na okres trzech lat za fałszowanie podpisów poparcia na listach wyborczych. Kilkakrotnie był na krótko aresztowany w związku ze stawianymi mu zarzutami.

### Śmierć i pogrzeb
Bolesław Tejkowski zmarł 4 czerwca 2022 roku. Został pochowany na Cmentarzu Komunalnym Północnym w Warszawie (Wólka Węglowa). W uroczystości wzięli udział przedstawiciele Polskiej Wspólnoty Narodowej, Polskiego Komitetu Narodowego, Zjednoczenia Patriotyczno-Robotniczego "Grunwald", b. Stronnictwa Narodowego "Szczerbiec", b. Stronnictwa Narodowego, Klubu Myśli Polskiej ze Śląska i Stowarzyszenia Przyjaźni Polsko-Rosyjskiej.

## Publikacje
- Walka o Polskę,
- Geopolityczne uwarunkowanie wspólnot słowiańskich,
- Wspólnota Słowiańska,
- Założenia Ideowe, Program Ustrojowy, Zasady Moralne i Statut Polskiej Wspólnoty Narodowej.
- W obronie Polski, w obronie Słowiańszczyzny, Warszawa 2011[15]